# Silo (Oklahoma)
Silo – miasto w Stanach Zjednoczonych, w stanie Oklahoma, w hrabstwie Bryan.